# Issuf Sanon
Issuf Vladlen Sanon (in ucraino Іссуф Санон?; Donec'k, 30 ottobre 1999) è un cestista ucraino, di origini burkinabè.

## Carriera
È stato selezionato dai Washington Wizards al secondo giro del Draft NBA 2018 (44ª scelta assoluta).
Con l'Ucraina ha disputato i Campionati europei del 2022.

## Palmarès
- Campionato sloveno: 1

Union Olimpija: 2017-2018
- Campionato ucraino: 1

Dnipro: 2019-2020
- Campionato lettone: 1

VEF Rīga: 2024-2025
- Lega Lettone-Estone: 3

Prometej: 2022-2023, 2023-2024
VEF Rīga: 2024-2025
- Coppa di Lettonia: 1

VEF Rīga: 2025